# کووچی (واشینگتن)
کووچی (به انگلیسی: Cowiche) یک منطقهٔ مسکونی در ایالات متحده آمریکا است که در شهرستان یاکیما، واشینگتن واقع شده‌است. کووچی ۴۲۸ نفر جمعیت دارد و ۵۳۳ متر بالاتر از سطح دریا واقع شده‌است.